# Gnophos turatii
Gnophos turatii là một loài bướm đêm trong họ Geometridae.